# Třída Ariane (1927)
Třída Ariane byla třída ponorek francouzského námořnictva. Celkem byly postaveny čtyři jednotky této třídy. Francouzské námořnictvo je provozovalo v letech 1928–1942. Jedna ponorka se potopila už roku 1928. Ostatní za druhé světové války potopily vlastní posádky.

## Pozadí vzniku
Celkem byly postaveny čtyři jednotky této třídy. Objednány byly v rámci programu pro rok 1922. Svými vlastnostmi a výkony byly blízké třídě Sirène. Do služby byly přijaty v letech 1928–1929. Postavila je francouzská loděnice Chantiers et Ateliers Augustin Normand v Le Havre.
Jednotky třídy Ariane:
| Jméno           | Založení kýlu | Spuštěn         | Vstup do služby | Osud |
| --------------- | ------------- | --------------- | --------------- | --- |
| Ondine (Q121)   | 1923          | 8. května 1925  | 1928            | Dne 3. října 1928 se potopila po kolizi s řeckou obchodní lodí.                                                                                               |
| Ariane (Q122)   | 1923          | 6. srpna 1925   | září 1929       | V letech 1940–1942 podřízena vládě ve Vichy. Dne 9. listopadu 1942 během operace Torch v Oranu potopena vlastní posádkou.                                     |
| Eurydice (Q130) | 1923          | 31. května 1927 | září 1929       | V letech 1940–1942 podřízena vládě ve Vichy. Dne 27. listopadu 1942 v Toulonu potopena vlastní posádkou. Dne 22. června 1944 potopena spojeneckých letectevm. |
| Danaé (Q131)    | 1923          | 11. září 1927   | listopad 1929   | V letech 1940–1942 podřízena vládě ve Vichy. Dne 9. listopadu 1942 během operace Torch v Oranu potopena vlastní posádkou.                                     |

## Konstrukce

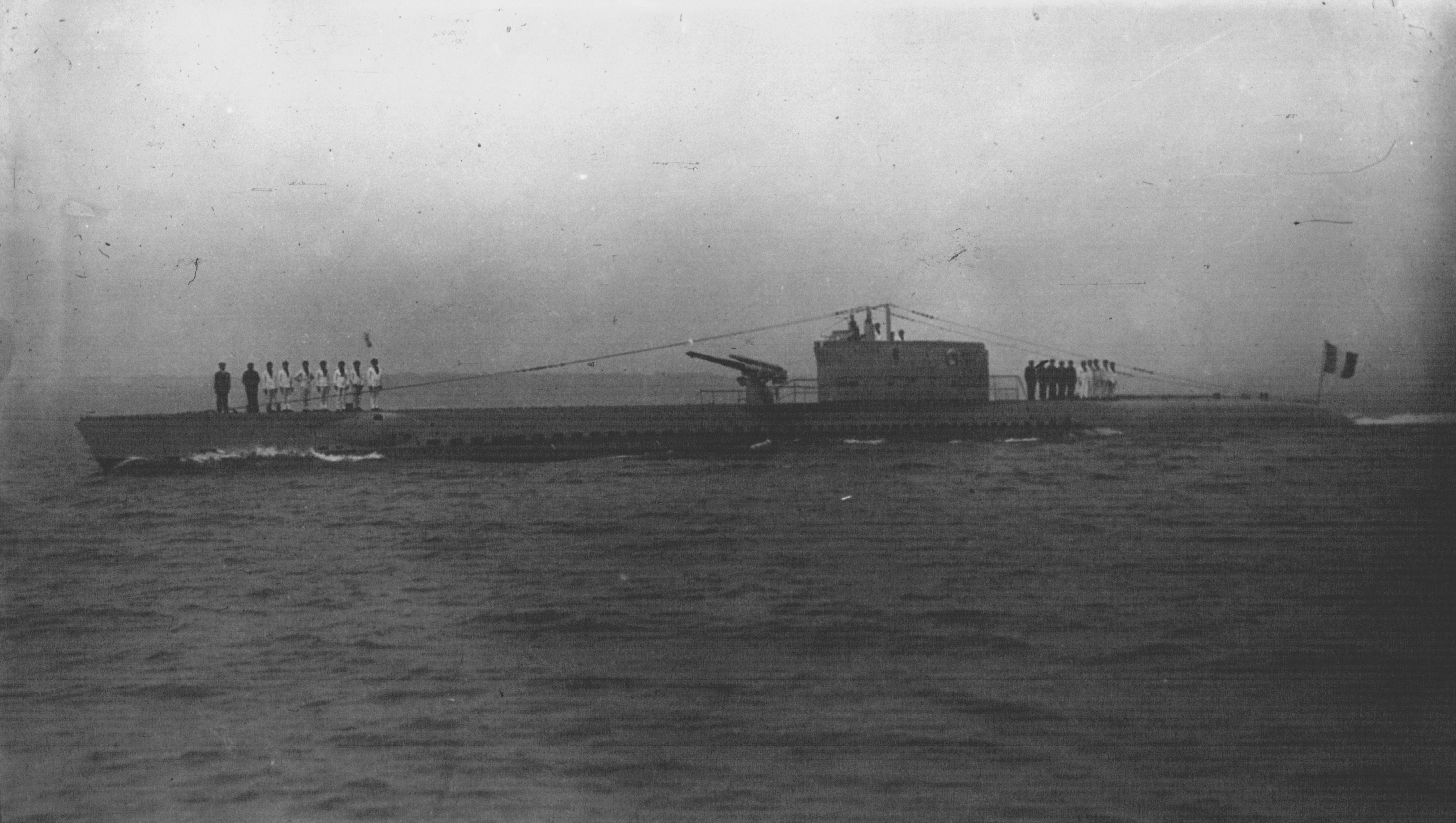
Ondine (Q121)

Ponorky nesly sedm 550mm torpédometů se zásobou třinácti torpéd. Pouze dva příďové torpédomety se nacházely uvnitř tlakového trupu, ostatní byly externí. Dva byly na přídi, dva otočně za věží a jeden na zádi. Dále nesly jeden 100mm kanón a dva 8,8mm kulomety. Pohonný systém tvořily dva diesely Normand-Vickers o výkonu 1250 bhp a dva elektromotory o výkonu 1000 bhp, pohánějící dva lodní šrouby. Nejvyšší rychlost dosahovala 14 uzlů na hladině a 7,5 uzlu pod hladinou. Dosah byl 3500 námořních mil při rychlosti 9 uzlů na hladině a 75 námořních mil při rychlosti pět uzlů pod hladinou. Operační hloubka ponoru dosahovala 80 metrů.